# 香港の小学校一覧
香港の小学校の一覧では十八区に分けて、香港の公立、私立、英基学校協会旗下の小学校および国際学校を挙げる。

## 一般小学校

### 中西区
- 般咸道官立小学校
- 猶太教国際学校
- 天主教総堂区学校
- 中西区聖安多尼学校
- 香港潮商学校
- 徳瑞国際学校
- 己連拿小学校（英基学校）
- 救恩学校
- 英皇書院同学会小学校
- 英皇書院同学会小学校第二校

- 李陞小学校
- 山頂小学校（英基学校）
- 高主教書院
- 嘉諾撒聖心学校
- 新会商会学校
- 港島弘爵国際学校
- 聖公会基恩小学校
- 聖公会呂明才紀念小学校
- 聖公会聖馬太小学校
- 聖公会聖彼得小学校

- 聖安多尼学校
- 聖嘉禄学校
- 聖嘉勒小学校
- 聖類斯中学（小学校部）
- 聖保羅男女(堅尼地道)小学校
- 聖保羅男女(麥當勞道)小学校
- 聖保羅書院小学校
- 聖士提反堂小学校曁幼稚園
- 聖士提反女子中学附属小学校

### 湾仔区
- 白普理小学校（英基学校）
- 仏教黄焯菴小学校
- 明愛楽勤学校（特殊学校）
- 金銀業貿易場学校
- 軒尼詩道官立小学校
- 匡智獅子会晨崗学校（特殊学校）
- 香港学堂国際学校
- 香港日本人学校（小学校部香港校）
- 弘立書院
- 蒙特梭利国際学校
- 賽馬会匡智学校（特殊学校）

- 李陞大坑学校
- 嶺南小学校曁幼稚園
- 国際法文学校
- 瑪利曼小学校
- 宝覚小学校
- 保良局張凝文小学校
- 宝血小学校
- 番禺会所華仁小学校
- 玫瑰崗学校
- 聖公会聖雅各小学校
- 官立嘉道理爵士小学校

- 嘉諾撒聖方済各学校
- 聖若瑟小学校
- 聖保禄学校（小学校部）
- 聖保禄天主教小学校
- 思達学校
- 香港真光中学（小学校部）
- 東華三院李賜豪小学校
- 維多利亜英文小学校 (銅鑼湾)
- 滬江維多利亞学校
- 湾仔学校
- 楽林国際学校

### 東区
- 愛秩序湾官立小学校
- 仏教中華康山学校
- 建造商会学校
- 香港嘉諾撒学校
- 明愛楽義学校（特殊学校）
- 明愛達言学校（特殊学校）
- 中華基督教会基湾小学校
- 中華基督教会基湾小学校 (愛蝶湾)
- 柴湾信愛学校
- 柴湾天主教海星小学校
- 漢基国際学校
- 北角循道学校
- 地利亜(加拿大)学校
- 励志会梁李秀娯紀念小学校

- 漢華中学（小学校部）
- 香港中国婦女会丘佐榮学校
- 港大同学会小学校
- 蘇浙小学校
- 香港韓国国際学校
- 天主教明徳学校
- 北角官立小学校
- 北角官立小学校 (雲景道)
- 北角街坊会陳維周夫人紀念学校
- 北角衛理小学校
- 保良局余李慕芬紀念学校（特殊学校）
- 培僑小学校
- 鰂魚涌英童小学校（英基学校）
- 香港西区扶輪社匡智晨輝学校（特殊学校）

- 慈幼英文学校
- 慈幼学校
- 救世軍韋理夫人紀念学校
- 滬江小学校
- 筲箕湾官立小学校
- 筲箕湾崇真学校
- 聖公会柴湾聖米迦勒小学校
- 聖公会聖米迦勒小学校
- 聖馬可小学校
- 太古小学校
- 東華三院李志雄紀念小学校
- 東華竜岡馮耀卿夫人紀念小学校
- 啓声学校（特殊学校）

### 南区
- 香港仔聖伯多禄天主教小学校
- 鴨脷洲聖伯多禄天主教小学校
- 鴨脷洲街坊学校
- 加拿大国際学校
- 心光恩望学校（特殊学校）
- 心光学校（特殊学校）
- 香港鄭氏宗親総会鄭則耀学校
- 香港国際学校
- 香港青少年培育会陳南昌紀念学校（群育学校）

- 香港南区官立小学校
- 香島道官立小学校
- 甘迺迪中心（特殊学校）
- 奇力学校
- 堅尼地小学校（英基学校）
- 広悦堂基悦小学校
- 瑪利湾学校（群育学校）
- 海怡宝血小学校
- 華富邨宝血小学校

- 嘉諾撒培徳学校
- 聖公会置富始南小学校
- 聖公会田湾始南小学校
- 新加坡国際学校
- 聖伯多禄天主教小学校
- 聖士提反書院付属小学校
- 聖徳蘭学校
- 東華三院鶴山学校
- 東華三院徐展堂学校（特殊学校）

### 油尖旺区
- 広東道官立小学校
- 中華基督教会協和小学校
- 中華基督教会基全小学校
- 中華基督教会望覚堂啓愛学校（特殊学校）
- 中華基督教会湾仔堂基道小学校
- 志潔学校
- 周氏宗親総会学校
- 抜萃女小学校
- 鮮魚行学校
- 香港漢文師範同学会学校

- 香港布廠商会公学
- 佐敦道官立小学校
- 九竜婦女福利会李炳紀念学校
- 循道学校
- 保良局陳守仁小学校
- 路徳会沙崙学校
- 聖公会諸聖小学校
- 聖公会基栄小学校
- 嘉諾撒聖瑪利学校
- 大角嘴天主教小学校

- 大角嘴天主教小学校 (海帆道)
- 徳信学校
- 塘尾道官立小学校
- 東莞同郷会方樹泉学校
- 東華三院羅裕積小学校
- 油蔴地天主教小学校
- 油蔴地天主教小学校 (海泓道)
- 油蔴地街坊会学校

### 深水埗区
- 大坑東宣道小学校
- 明愛賽馬会楽仁学校（特殊学校）
- 啓基学校
- 慈恩学校（特殊学校）
- 地利亜英文小学校曁幼稚園
- 深信学校
- 五邑工商総会学校
- 福栄街官立小学校
- 天主教善導小学校
- 旅港開平商会学校
- 香港四邑商工総会学校
- 宝血会嘉霊学校
- 九江商会学校
- 九竜英童小学校（英基学校）

- 九竜礼賢学校
- 荔枝角天主教小学校
- 李鄭屋官立小学校
- 嶺南同学会小学校
- 瑪利諾神父教会学校
- 香港心理衛生会白田児童中心（特殊学校）
- 白田天主教小学校
- 保良局蔡継有学校
- 宝安商会学校
- 三水同郷会湯恩佳学校
- 新会商会九竜学校
- 路徳会救主学校（特殊学校）
- 深水埗官立小学校
- 聖公会基福小学校

- 聖公会基愛小学校
- 聖公会聖紀文小学校
- 聖公会聖多馬小学校
- 深水埔街坊福利会小学校
- 香港扶幼会則仁中心学校（群育学校）
- 香港扶幼会許仲縄紀念学校（群育学校）
- 聖方済愛徳小学校
- 聖方済各英文小学校
- 聖瑪加利男女英文中小学校
- 徳貞小学校
- 徳雅小学校
- 崇真小学校曁幼稚園
- 東華三院群芳啓知学校（特殊学校）
- 英華小学校

### 九龍城区
- 九龍塘宣道小学校
- 黄埔宣道小学校
- 美国国際学校
- 香港澳洲国際学校
- 畢架山小学校（英基学校）
- 中華基督教会基華小学校 (九龍塘)
- 中華基督教会湾仔堂基道小学校 (九龍城)
- 陳瑞祺(喇沙)小学校（旧称：陳瑞祺小学校）
- 宣道会劉平斎紀念国際学校
- 啓思小学校
- 地利亜加拿大学校 (九龍)
- 抜萃男書院付属小学校
- 抜萃小学校
- 基督教香港信義会紅磡信義学校
- 九竜霊光小学校
- 農圃道官立小学校
- 神召第一小学校曁幼稚園
- 葛量洪校友会黄埔学校
- 牧愛小学校
- 協恩中学付属小学校

- 天神嘉諾撒学校
- 聖匠小学校
- 嘉諾撒聖家学校
- 嘉諾撒聖家学校 (九竜塘)
- 聖三一堂小学校
- 合一堂学校
- 紅磡官立小学校
- 紅磡街坊会小学校
- 耀山学校
- 賽馬会善楽学校（英基学校）
- 京斯敦国際学校
- 九龍城区街坊福利会小学校
- 九龍塘方方楽趣英文小学校
- 九龍塘官立小学校
- 九龍塘学校
- 九龍真光中学（小学校部）
- 喇沙小学校
- 天主教領島学校
- 楽善堂小学校
- 馬頭涌官立小学校

- 馬頭涌官立小学校 (紅磡湾)
- 天保民学校（特殊学校）
- 瑪利諾修院学校（小学校部）
- 民生書院（小学校部）
- 羅富国校友会学校
- 献主会小学校
- 献主会聖馬善樂小学校
- 天主教普愛学校
- 香港培道小学校
- 香港培正小学校
- 聖公会奉基千禧小学校
- 聖公会奉基小学校
- 聖公会聖提摩太小学校
- 香港潮連同郷会張祝珊紀念学校
- 聖若望英文書院
- 聖羅撒学校
- 九龍聖徳肋撒英文学校
- 朗思国際学校
- 東莞同郷会学校
- 耀中国際学校

### 黄大仙区
- 神召会馬理信紀念学校（英文小学校部）
- 浸信会天虹小学校
- 福徳学校
- 華徳学校
- 嘉諾撒小学校
- 嘉諾撒小学校 (新蒲崗)
- 明愛培立学校（群育学校）
- 中華基督教会基慈小学校
- 中華基督教会基華小学校
- 至徳公立学校
- 彩雲聖若瑟小学校
- 真鐸学校（特殊学校）
- 孔教学院大成小学校

- 徳望学校
- 嗇色園主弁可立小学校
- 国際基督教優質音楽中学曁小学校
- 伊斯蘭鮑伯涛紀念小学校
- 瑪嘉烈戴麟趾紅十字会学校（特殊学校）
- 天主教伍華小学校
- 聖母小学校
- 保良局百周年学校（特殊学校）
- 保良局錦泰小学校
- 保良局陳南昌夫人小学校
- 保良局何寿南小学校
- 天主教溥仁学校
- 天主教博知小学校

- 礼賢会恩慈学校（特殊学校）
- 聖公会静山小学校
- 聖公会基心小学校
- 聖公会基徳小学校
- 聖公会日修小学校
- 聖文徳天主教小学校
- 聖博徳天主教小学校 (蒲崗村道)
- 聖博徳学校
- 慈雲山天主教小学校
- 慈雲山聖文徳天主教小学校
- 黄大仙天主教小学校
- 黄大仙官立小学校

### 観塘区
- 天主教柏徳学校
- 柏徳学校
- 仏教慈敬学校
- 迦密梁省徳学校
- 中華基督教会基法小学校
- 中華基督教会基法小学校 (油塘)
- 中華基督教会基順学校（特殊学校）
- 浸信宣道会呂明才小学校
- 基督教中国佈道会聖道学校（特殊学校）
- 五邑甄球学校
- 葛量洪教育学院校友会観塘学校
- 海浜学校
- 香港道教連合会陳呂重徳紀念学校
- 香港道教連合会学校

- 九龍湾聖若翰天主教小学校
- 観塘官立小学校
- 藍田循道衛理小学校
- 楽善堂楊仲明学校
- 楽華天主教小学校
- 閩僑小学校
- 基督教聖約教会堅楽小学校
- 天主教佑華小学校
- 基督教臻美黄乾亨小学校曁初中学校
- 坪石天主教小学校
- 雅麗珊郡主紅十字会学校（特殊学校）
- 秀茂坪天主教小学校
- 秀明小学校
- 聖公会基顕小学校

- 聖公会基楽小学校
- 聖公会九龍湾基楽小学校
- 聖公会李兆強小学校
- 聖公会聖約翰小学校
- 聖公会徳田李兆強小学校
- 聖公会油塘基顕小学校
- 香港扶幼会盛徳中心学校（群育学校）
- 聖安當小学校
- 聖愛徳華天主教小学校
- 聖若翰天主教小学校
- 聖若瑟英文小学校
- 路徳会聖馬太学校
- 路徳会聖馬太学校 (秀茂坪)

### 西貢区
- 仏教志蓮小学校
- 基督教宣道会宣基小学校
- 清水湾学校（英基学校）
- 播道書院
- 葛量洪校友会将軍澳学校
- 優才(楊殷有娣)書院
- 霊実恩光学校（特殊学校）
- 坑口中心成杏芳紀念小学校
- 香海正覚蓮社仏教黄藻森学校
- 香港華人基督教連会真道書院
- 匡智翠林晨崗学校（特殊学校）
- 港澳信義会明道小学校

- 港澳信義会小学校
- 香港道教連合会湯鄧淑芳紀念学校
- 景林天主教小学校
- 楽善堂劉徳学校
- 新界婦孺福利会梁省徳学校 (将軍澳)
- 保良局馮晴紀念小学校
- 保良局陸慶涛小学校
- 保良局黄永樹小学校
- 博愛医院陳国威小学校
- 西貢中心李少欽紀念学校
- 西貢中心小学校
- 西貢崇真天主教小学校

- 聖公会将軍澳基徳小学校
- 順徳連誼総会梁潔華小学校
- 天主教聖安徳肋小学校
- 将軍澳天主教小学校
- 将軍澳官立小学校
- 将軍澳循道衛理小学校
- 将軍澳培智学校（特殊学校）
- 東華三院王余家潔紀念小学校
- 仁済醫院陳耀星小学校
- 仁愛堂田家炳小学校

### 葵青区
- 亜斯理衛理小学校
- Bauhinia School（英基学校）
- 香港痙攣協会羅怡基紀念学校（特殊学校）
- 仏教林炳炎紀念学校 (香港仏教連合主弁)
- 仏教林金殿紀念小学校
- 中華基督教会全完第二小学校
- 中華基督教会基真小学校
- 祖尭天主教小学校
- 中華伝道会呂明才小学校
- 中華伝道会許大同学校
- 地利亜(閩僑)英文小学校
- 基督教香港信義会葵盛信義学校
- 郭怡雅神父紀念学校
- 香港張氏宗親総会張熾昌紀念小学校

- 香港四邑商工総会陳黎繍珍紀念学校
- 香港四邑商工総会陳南昌紀念学校（特殊学校）
- 匡知張玉瓊晨輝学校（特殊学校）
- 楽善堂劉世仁学校
- 路徳会啓聾学校（特殊学校）
- 閩僑第二小学校
- 保良局世徳小学校
- 保良局陳溢小学校
- 保良局陳百強伉儷青衣学校（特殊学校）
- 慈幼葉漢千禧小学校
- 慈幼葉漢小学校
- 三水同郷会劉本章学校（特殊学校）
- 石籬天主教小学校
- 聖公会主愛小学校

- 聖公会主恩小学校
- 聖公会何沢芸小学校
- 聖公会青衣主恩小学校
- 聖公会青衣邨何沢芸小学校
- 聖公会仁立紀念小学校
- 聖公会仁立小学校
- 柏立基教育学院校友会李一諤紀念学校
- 青衣公立学校 (長康)
- 青衣商会小学校
- 荃湾商会学校
- 東華三院周演森小学校
- 東華三院高可寧紀念小学校
- 東華三院黄士心小学校
- 仁済医院趙曾学韞小学校

### 荃湾区
- 中華基督教会全完第一小学校
- 中華基督教会基慧小学校
- 中華基督教会基慧小学校 (馬湾)
- 柴湾角天主教小学校
- 霊光小学校
- 嗇色園主辦可信学校
- 海壩街官立小学校
- 路徳会聖十架学校

- 香港浸信会連会小学校
- 香港道教連合会石囲角小学校
- 葵涌公立学校
- 宝血会伍季明紀念学校
- 梨木樹天主教小学校
- 天佑小学校
- 玫瑰蕾小学校
- 九竜弘爵国際学校

- 天主教石鐘山紀念小学校
- 聖公会主愛小学校 (梨木樹)
- 荃湾天主教小学校
- 荃湾潮州公学
- 荃湾官立小学校
- 荃湾信義学校
- 荃湾公立何伝紀念小学校(前称荃湾公立学校)

### 屯門区
- 博愛医院歴屆総理連誼会鄭任安夫人千禧小学校
- 博愛医院歴屆総理連誼会鄭任安夫人学校
- 仏教劉天生学校
- 仏教黄筱煒紀念学校
- 青山天主教小学校
- 中華基督教会抜臣小学校
- 中華基督教会何福堂小学校
- 中華基督教会基良小学校
- 中華基督教会蒙黄花沃紀念小学校
- 五邑鄒振猷学校
- 興徳学校
- 香港紅卍字会屯門卍慈小学校
- 匡智屯門晨崗学校（特殊学校）
- 匡智屯門晨輝学校（特殊学校）
- 匡智屯門晨曦学校（特殊学校）

- 香港基督教服務処培愛学校（特殊学校）
- 僑港伍氏宗親会伍時暢紀念学校
- 香港道教連合会円玄小学校校
- 伊斯蘭学校
- 僑所公立学校
- 藍地福音学校
- 楽善堂梁黄蕙芳紀念学校
- 路徳会呂祥光小学校
- 世界竜岡学校劉徳容紀念小学校
- 香港路徳会増城兆霖学校
- 保良局方王錦全小学校
- 保良局香港道教連合会円玄小学校
- 保良局志豪小学校
- 保良局梁周順琴小学校
- 保良局荘啓程第二小学校

- 救世軍三聖邨劉伍英学校
- 聖公会蒙恩小学校
- 順徳連誼総会何日東小学校
- 順徳連誼総会胡少渠紀念小学校
- 柏立基教育学院校友会何寿基学校
- 道教青松小学校
- 台山商会学校
- 屯門官立小学校
- 屯門学校
- 東華三院鄧肇堅小学校
- 仁済医院何式南小学校
- 仁済医院羅陳楚思小学校
- 仁愛堂劉皇發夫人小学校
- 仁徳天主教小学校

### 元朗区
- 博愛医院歴屆総理連誼会梁省徳学校
- 道慈仏社楊日霖紀念学校（特殊学校）
- 仏教栄茵学校
- 基督教宣道会徐沢林紀念小学校
- California School (Yuen Long)
- 中華基督教会元朗真光小学校
- 中華基督教会方潤華小学校
- 中華基督教青年会小学校
- 潮陽百欣小学校
- 香港潮陽小学校
- 宣道会葉紹蔭紀念小学校
- 鐘声学校
- 金巴崙長老会耀道小学校
- 激活英文小学校
- 嗇色園主弁可銘学校
- 開明学校
- 匡智元朗晨楽学校（特殊学校）
- 匡智元朗晨曦学校（特殊学校）
- 港澳信義会黄陳淑英紀念学校
- 香港青年協会李兆基小学校
- 香港保達小学校
- 香港学生輔助会小学校

- 錦田公立蒙養学校
- 冠英学校
- 光明学校
- 獅子会何徳心小学校
- 楽善堂梁銶琚学校
- 楽善堂梁銶琚学校 (分校)
- 公立連光学校
- 八郷中心小学校
- 宝覚分校
- 保良局羅氏信託学校（特殊学校）
- 伊利沙伯中学旧生会小学校
- 伊利沙伯中学旧生会小学校分校
- 十八郷郷事委員会公益社小学校
- 聖公会錦田聖約瑟小学校
- 聖公会霊愛小学校
- 聖公会天水囲霊愛小学校
- 順徳連誼総会伍冕端小学校
- 崇正公立学校
- 天主教崇徳小学校
- 天水囲天主教小学校
- 天水囲官立小学校
- 天水囲循道衛理小学校

- 通徳学校
- 東華三院李東海小学校
- 東華三院姚達之紀念小学校 (元朗)
- 穆民国際小学校
- 和富慈善基金李宗徳小学校
- 華封学校
- 恵群小学校校
- 横洲公立学校
- 永安学校
- 香港普通話研習社科技創意小学校
- 攸潭美小学校
- 天主教英賢学校
- 元岡公立学校
- 元朗商会小学校
- 元朗官立小学校
- 元朗朗屏邨東莞学校
- 元朗朗屏邨惠州学校
- 元朗公立中学校友会小学校
- 元朗公立中学校友会英業小学校
- 小商新村公立学校

### 北区
- 上水宣道小学校
- 基督教粉嶺神召会小学校
- 粉嶺官立小学校
- 粉嶺公立学校
- 方樹福堂基金方樹泉小学校
- 鳳渓廖潤琛紀念学校
- 鳳渓第一小学校
- 鳳渓第二小学校
- 香海正覚蓮社仏教陳式宏学校
- 香海正覚蓮社仏教正覚蓮社学校
- 香海正覚蓮社仏教普光学校（特殊学校）
- 香海正覚蓮社仏教正慧小学校

- 金銭村何東学校
- 敬修学校
- 古洞公立愛華学校
- 群雅学校
- 李志達紀念学校
- 五旬節靳茂生小学校
- 五旬節于良発小学校
- 宝血会培霊学校
- 救世軍石湖学校（特殊学校）
- 三和公立学校
- 沙頭角中心学校
- 山咀公立学校

- 石湖墟公立学校
- 聖公会嘉福栄真小学校
- 聖公会栄真小学校
- 打鼓嶺嶺英公立学校
- 曽梅千禧学校
- 従謙学校
- 東莞学校
- 東華三院港九電器商連会小学校
- 華山公立学校
- 上水恵州公立学校
- 育賢学校

### 大埔区
Template:CJK-New-Char
- 中華基督教会基正小学校
- 孔教学院三楽周沕桅学校
- 匡知松嶺学校（特殊学校）
- 匡知松嶺第二校（特殊学校）
- 匡知松嶺第三校（特殊学校）
- 港九街坊婦女会孫方中小学校
- 香港教育学院賽馬会小学校
- 香港道教連合会呉礼和紀念学校
- 康楽園国際学校
- 香港日本人学校（大埔校）

- 香港痙攣協会賽馬会田綺玲学校（特殊学校）
- 林村公立黄福鑾紀念学校
- 挪威国際学校
- 新界婦孺福利会有限公司梁省徳学校
- 保良局田家炳千禧小学校
- 保良局田家炳小学校
- 天主教聖母聖心小学校
- 三水同郷会禤景栄学校
- 聖公会阮鄭夢芹小学校
- 聖公会阮鄭夢芹银禧小学校
- 香港神託会培賢小学校

- 崇徳学校
- 大埔浸信会公立学校（前称：大埔公立学校）
- 大埔崇徳黄建常紀念学校
- 大埔官立小学校
- 大埔循道衛理小学校
- 大埔師範紀念学校
- 大埔旧墟公立学校
- 大埔旧墟公立学校 (宝湖道)
- 仁済医院蔡衍涛小学校

### 沙田区
- 浸信会沙田囲呂明才小学校
- 浸信会呂明才小学校
- 仏教明珠学校
- 明愛楽進学校（特殊学校）
- 明愛楽群学校（特殊学校）
- 迦密愛礼信小学校
- 中華基督教会基覚小学校
- 慈航学校
- 才俊学校（特殊学校）
- 香港九竜塘基督教中華宣道会陳元喜小学校
- 香港中文大学校友会連会張煊昌学校
- 胡素貞博士紀念学校
- 五邑工商総会馮平山夫人李穎璋学校
- 循理会白普理基金循理小学校
- 循理会美林小学校
- 東莞工商総会張煌偉小学校
- 嗇色園主弁可暉学校
- 香港浸会大学附属学校王錦輝中小学校
- 香港市政事務職工總会沙角小学校

- 香港道教連合会純陽小学校
- 聖母無玷聖心学校
- 基督教国際学校-小学校曁幼稚園
- 九竜城浸信会禧年(恩平)小学校
- 香港痙攣協会高福耀紀念学校（特殊学校）
- 九竜城浸信会禧年小学校
- 路徳会梁鉅鏐小学校
- 天主教聖華学校
- 楽善堂陳祖澤学校
- 世界竜岡学校黄耀南小学校
- 馬鞍山霊糧小学校
- 馬鞍山信義学校
- 馬鞍山循道衛理小学校
- 馬鞍山聖若瑟小学校
- 呉氏宗親総会泰伯紀念学校
- 保良局朱正賢小学校
- 保良局荘啓程小学校
- 保良局王賜豪(田心谷)小学校
- 保良局雨川小学校

- 保良局蕭漢森小学校
- 保良局黄族宗親会小学校
- 培僑書院
- 啓新書院（英基私立独立学校）
- 救世軍田家炳学校
- 沙田官立小学校
- 沙田循道衛理小学校
- 沙田小学校（英基学校）
- 沙田公立学校（特殊学校）
- 沙田崇真学校
- 聖公会主風小学校
- 聖公会馬鞍山主風小学校
- 培基小学校
- 台山商会黄達道紀念学校
- 東華三院冼次雲小学校
- 東華三院譚兆小学校
- 禾輋信義学校
- 恩平工商会李呉瑞愛紀念学校

### 離島区
- 杯澳公立学校
- 中華基督教会長洲堂錦江小学校
- 中華基督教会大澳小学校
- 長洲漁会公学
- 長洲公立学校
- 長洲聖心学校
- 青松侯宝垣小学校
- 愉景湾国際学校

- 香港教育工作者連会黄楚標学校
- 嗇色園主弁可譽中学曁可譽小学校
- 聖家学校
- 国民学校
- 大嶼山国際学校
- 霊糧堂秀徳小学校
- 梅窩学校
- 南丫北段公立小学校

- 坪洲公立志仁学校
- 宝安商会温浩根小学校
- 救世軍林抜中紀念学校
- 聖公会偉倫小学校
- 香港長洲順徳公立学校
- Sunshine Preparatory School
- 東涌天主教学校
- 東湾莫羅瑞華学校（群育学校）

## 廃止した小学校
- 鳳凰国際学校（英基私立独立学校）
- 吉澳学校
- 丹竹坑公立学校
- 坪洋公立学校
- 泮涌公立小学校
- 六郷新村公立学校
- 啓知学校
- 林村公立学校
- 漁類統営処西流江漁民子弟学校
- 漁類統営処鴨州小学校
- 新農学校